# Envenenamiento por exceso de proteína

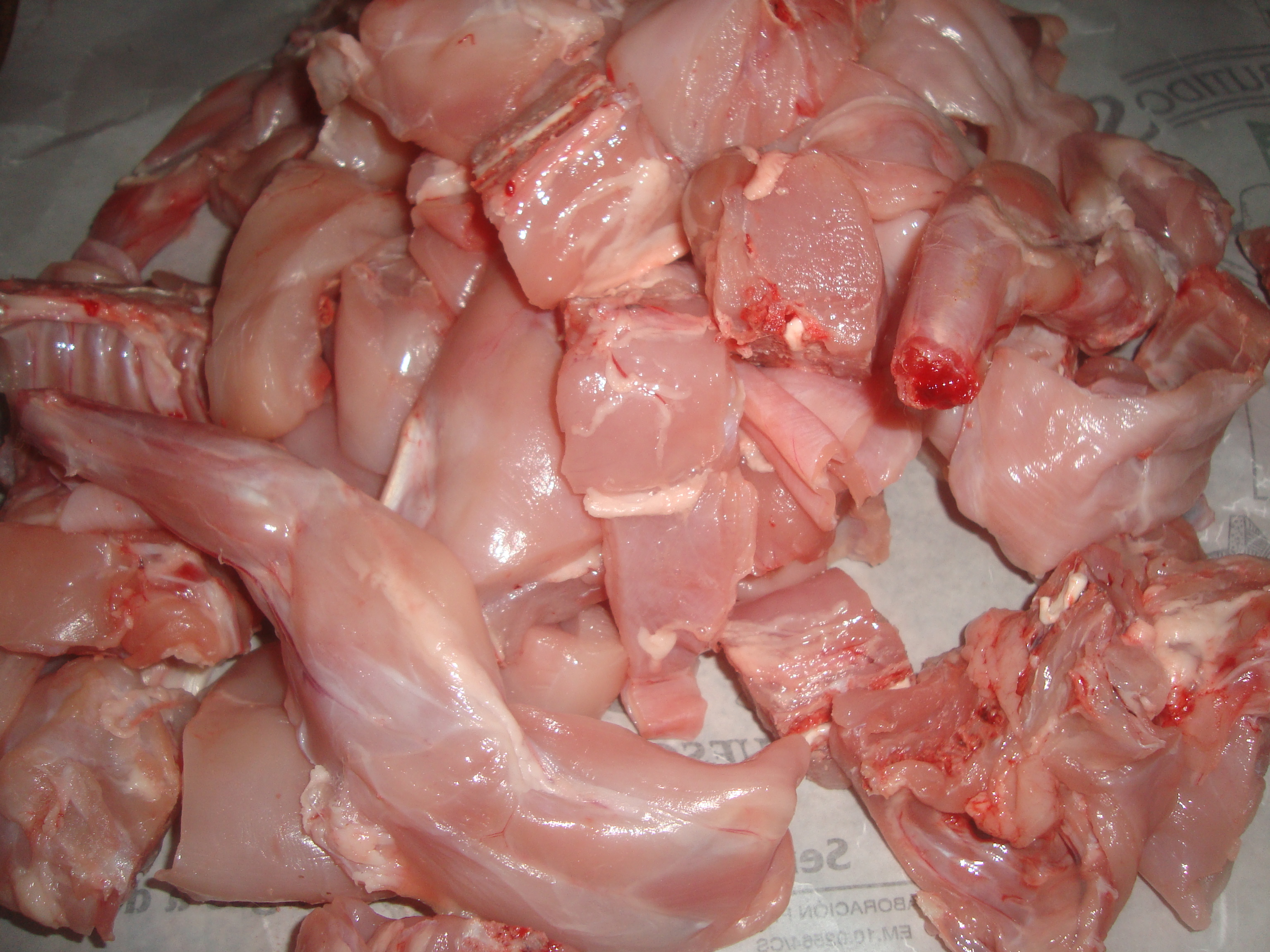
Carne de conejo troceada

La inanición del conejo, también conocida como mal de caribú, es una forma de desnutrición aguda causada por el consumo excesivo de cualquier tipo de carne magra junto con la falta de otras fuentes de nutrientes generalmente asociado con otros factores estresantes, como un ambiente frío o seco severo. Los síntomas incluyen diarrea, dolor de cabeza, fatiga, presión arterial y ritmo cardíaco bajos, malestar general y sensación constante de hambre (muy similar a un antojo de comida) que de prolongarse termina en muerte. 
Este mal lo padecieron la oleada de exploradores europeos y norteamericanos del polo norte, en el territorio de los inuit Caribou o Kivallirmiut. Por lo inhóspito del polo septentrional y la imposibilidad de acceder a provisiones, se alimentaban de mucha carne magra cazada, particularmente conejos especialmente abundantes, y sin embargo siempre tenían hambre, y sufrían diarreas.
El frío extremo, la ingesta de proteína en exceso, pero deficiente en grasas y calorías, producían una deficiencia de las vitaminas A, D, E y K que solo son solubles en grasas y aceites.
El cuerpo utiliza la grasa para fabricar hormonas, la mielina que recubre el tejido nervioso y las membranas de las células. Solo pudieron sobreponerse a este mal adoptando las costumbres alimenticias de los habitantes autóctonos inuit.